# Si può essere più bastardi dell'ispettore Cliff?
Si può essere più bastardi dell'ispettore Cliff? è un film del 1973 diretto da Massimo Dallamano.

## Trama
Cliff Hoyst è un agente della narcotici in incognito, che finge di diventare socio di un trafficante di droga. Viene quindi inviato in Libano per impedire ad un clan mafioso l'acquisto di un grosso carico di droga.

## Produzione
Il film è stato girato tra Roma, Londra, Beirut e Baalbek. La colonna sonora di Riz Ortolani verrà successivamente ripresa nel film Enigma rosso di Alberto Negrin. Il film segna l'esordio cinematografico per Leon Vitali, apparso precedentemente solo in serie TV.

## Distribuzione
Distribuito nei cinema italiani il 3 maggio 1973, il film ha incassato complessivamente 353.341.000 di lire.